# Kerang Airport
Kerang Airport är en flygplats i Australien. Den ligger i kommunen Gannawarra och delstaten Victoria, omkring 250 kilometer norr om delstatshuvudstaden Melbourne. Kerang Airport ligger 80 meter över havet.
Runt Kerang Airport är det mycket glesbefolkat, med 3 invånare per kvadratkilometer.. Närmaste större samhälle är Kerang, nära Kerang Airport. 
Omgivningarna runt Kerang Airport är i huvudsak ett öppet busklandskap. Genomsnittlig årsnederbörd är 389 millimeter. Den regnigaste månaden är februari, med i genomsnitt 51 mm nederbörd, och den torraste är januari, med 11 mm nederbörd.